# Шон Гілл
Шон Рональд Гілл (англ. Sean Ronald Hill; 14 лютого 1970, м. Дулут, США) — американський хокеїст, захисник.

## Кар'єра
Виступав за Університет Вісконсина (NCAA), «Фредеріктон Канадієнс» (АХЛ), «Монреаль Канадієнс», «Анагайм Дакс», «Оттава Сенаторс», «Кароліна Гаррікейнс», «Сент-Луїс Блюз», «Флорида Пантерс», «Нью-Йорк Айлендерс», «Міннесота Вайлд», ХК «Біль».
В чемпіонатах НХЛ — 876 матчів (62+236), у турнірах Кубка Стенлі — 55 матчів (5+5). У чемпіонатах Швейцарії — 47 матчів (3+17), у плеф-оф — 10 матчів (1+1).
У складі національної збірної США учасник зимових Олімпійських ігор 1992 (4 матчі, 0+0), учасник чемпіонату світу 1994 (8 матчів, 0+2).

## Досягнення
- Володар Кубка Стенлі (1993)